# George William Ramsay
George William Ramsay (Fulham, Londres, 1770-1838), noble británico, Gobernador de Antigua y Barbuda en representación de S.M. Británica Jorge III. Entre 1816 y 1819.
| Predecesor: - | Gobernador de Antigua y Barbuda 1816-1819 | Sucesor: Sir Benjamin D'Urban |

- Datos: Q5877974